# 28242 Мінганту
28242 Мінганту (28242 Mingantu) — астероїд головного поясу, відкритий 6 січня 1999 року.
Тіссеранів параметр щодо Юпітера — 3,488.